# Koninklijke Nederlandse Bond voor Lichamelijke Opvoeding

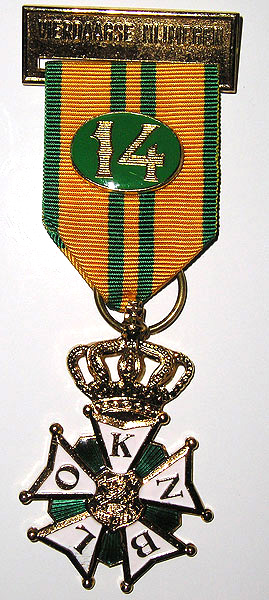
Vierdaagsekruis met de letters KNBLO

De Koninklijke Nederlandse Bond voor Lichamelijke Opvoeding (KNBLO-NL) was een sportbond die is aangesloten bij het NOC*NSF. De Bond is op 3 april 1908 opgericht als Nederlandsche Bond voor Lichamelijke Opvoeding (NBvLO) door F.W. baron van Tuyll van Serooskerken, die van 1910 tot 1912 ook voorzitter was. Naast van Tuyll van Serooskerken waren luitenant-kolonel W.F.K. Bischoff van Heemskerck en sportpionier W.J.H. (Pim) Mulier betrokken bij de start van de KNBLO. Vanuit de NBvLO richtten zij tevens het NOC op.
Sinds de samenvoeging met Wandelsportorganisatie Nederland in 2004 wordt de naam KNBLO Wandelsportorganisatie Nederland gebruikt met de afkorting KNBLO-NL.
Als sportbond richt de KNBLO-NL Wandelsportorganisatie Nederland zich op sportief en recreatief wandelen. De KNBLO-NL heeft ongeveer 35.000 leden. Bij de bond zijn ruim 575 wandelclubs aangesloten. Deze clubs organiseren op jaarbasis ongeveer 1.000 wandelevenementen, uiteenlopend van kleinschalige langeafstandtochten (>100km) tot grootschalige publieksevenementen als de Vierdaagse van Nijmegen, de Rode Kruis Bloesemtocht en de jaarlijks terugkerende Avond4daagse.
Daarnaast onderhouden verenigingen en vrijwilligers een groeiend aantal vaste wandelroutes. De KNBLO-NL is aangesloten bij de Stichting Landelijk Wandelplatform-LAW.
Als gevolg van van een akkoord dat de Koninklijke Nederlandse Bond voor Lichamelijke Opvoeding sloot met de Belastingdienst werd op 1 juli 2002 een aparte stichting opgericht, de Stichting Internationale Vierdaagse Afstandsmarsen Nijmegen, die met ingang van de 86ste Vierdaagse verantwoordelijk is voor de organisatie van het evenement.
Op 1 januari 2015 fuseerde de KNBLO-NL met de Nederlandse Wandelsport Bond (NWB) tot de Koninklijke Wandel Bond Nederland (KWBN). Met honderdduizend leden vormt de KWBN een grote sportbond binnen de NOC*NSF.